# William Russel Buck
William Russel Buck (født 27. december 1950) er en kurator ansat ved New Yorks botaniske have i USA. William Buck arbejder især med systematikken for pleurokarpe mosser i Mellemamerika og Caribien.
W. R. Buck er standardforkortelsen (autornavnet) i forbindelse med et botanisk navn. Det er f.eks. en del af autornavnet for Hypnales.

## Udgivelser
- Buck, W. R., Vitt, D. H. (1986) Suggestions for a new familial classification of pleurocarpous mosses. Taxon 35 (1): 21-60.
- Buck, W. R., Goffinet, B. (2000) Morphology and classification of mosses. pp. 71-123 in Shaw, A. J. & B. Goffinet (eds.) Bryophyte Biology, 1st ed. Cambridge University Press. ISBN 0-521-66097-1
- Buck, W. R., Cox, C. J., Shaw, J., Goffinet, B. (2004) Ordinal relationships of pleurocarpous mosses, with special emphasis on the Hookeriales. Systematics and Biodiversity 2: 121-145.
- Goffinet, B., Buck, W. R. (2004) Systematics of the Bryophyta (Mosses): From molecules to a revised classification. Monographs in Systematic Botany [Molecular Systematics of Bryophytes] 98: 205–239. ISBN 1-930723-38-5
- Goffinet, B., Buck, W. R., Shaw, A. J. (2008) Morphology and Classification of the Bryophyta. pp. 55-138 in Goffinet, B. & J. Shaw (eds.) Bryophyte Biology, 2nd ed. Cambridge University Press.
- Goffinet, B., Buck, W. R., Shaw, A. J. (2012) Classification of the Bryophyta (efter Goffinet, Buck, & Shaw, 2008)